# تحقيب

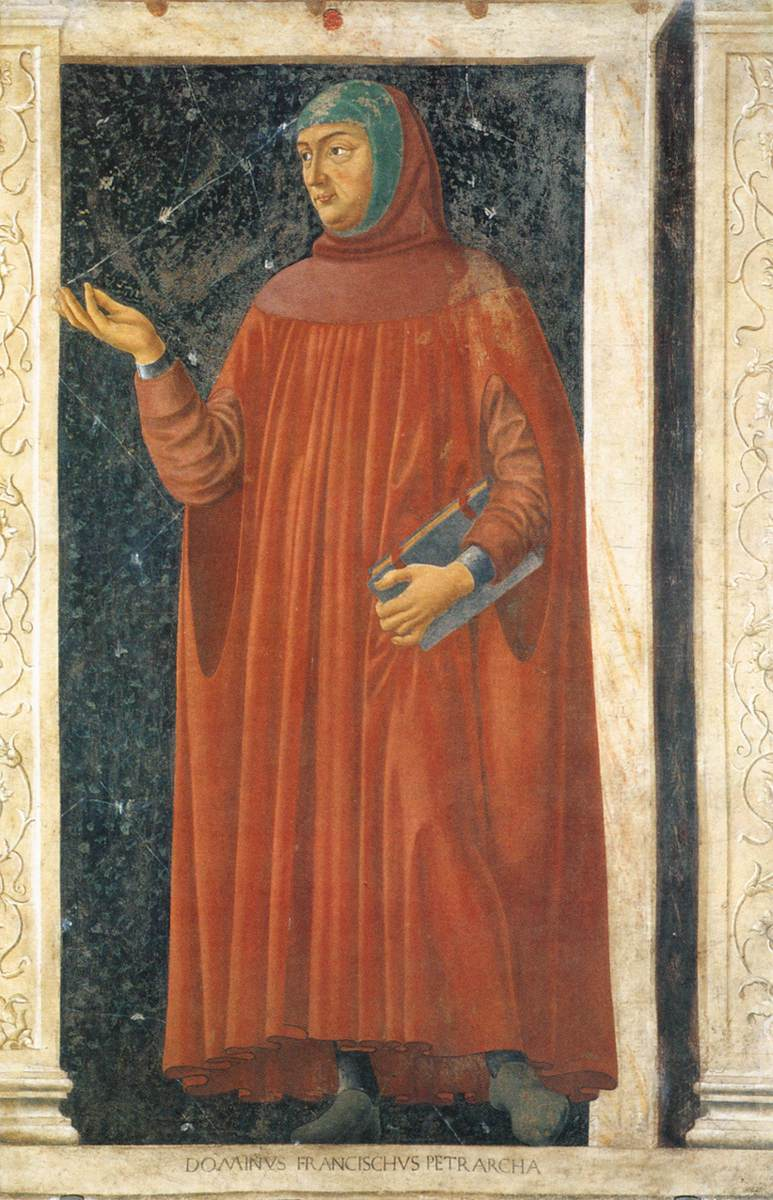

العصور التاريخية تبدأ مع اختراع الكتابة في سومر (3200 ق.م) تقريباً، شاملة عصر البرونز والعصر الحديدي، وتستمر حتى فترة الإمبراطورية الرومانية زمن ولادة عيسى بن مريم، سنة صفر ميلادية.

## عصور ما قبل التاريخ
عصور ما قبل التاريخ هي سلسلة عهود في تاريخ البشرية التي سبقت التاريخ المسجل والمدوّن، ويقسّم العلماء هذه الفترة في تاريخ الإنسان إلى 3 عصور رئيسة تحمل أسماء المواد الحديثة المستخدمة خلالها، وهي العصر الحجري والعصر البرونزي والعصر الحديدي.
وهذا النظام يُسمّى نظام العصور الثلاثة ويستخدمه علماء الحفريات والإنسان في تسجيل وتأريخ آثار أبكر حضارات مشت على سطح الأرض، وهذا الأمر أصعب مما يبدو بسبب عدم وجود، بحكم التعريف، تسجيلات أو مدوّنات من هذه الفترة التاريخية.

### العصر الحجري
العصر الحجري هو فترة من عصور ما قبل التاريخ استخدم فيها الإنسان أدوات حجرية لأول مرة في تاريخه، ولم يستعمل اجدادنا حينئذ الحجارة في صنع الأدوات فحسب، بل أيضا استعملها في صنع الأسلحة وأنظمة الدفاع، ورغم الاستفادة من العظام في وقت متزامن، الغالبية العظمى من التحف المكتشفة من هذا العصر مصنوعة من الحجارة، وذلك بسبب حدتها وصلابتها، خصوصا لأن علم الفلزات غير ممكن في ذلك الوقت. واستمر العصر الحجري حوالي 2,5 مليون سنة، وينقسم إلى ثلاثة أقسام رئيسية:
العصر الحجري القديم الذي بدأ مع ظهور الإنسان على سطح الأرض واستمر حتى 10000 عام قبل الميلاد، وكان يعتمد الإنسان في هذا العصر على التنقل من مكان إلى مكان آخر من أجل العيش والصيد، وتعلم وقتئذ إشعال النار.
العصر الحجري الحديث الذي بدأ قبل 10000 واستمر حتى 4000 عام قبل الميلاد، وظهرت خلال هذه الفترة أعمال الخزف والنجارة والنسيج.
العصر الحجري والمعادن الذي بدأ قبل 4000 عام قبل الميلاد، وهو الفترة الانتقالية ما بين العصر الحجري والعصر البرونزي عندما تعرّف الإنسان على المعادن.

### العصر البرونزي
العصر البرونزي هو عصر ظهور علم الفلزات وصهر المعادن لأول مرة في تاريخ الإنسان، وبدأ هذا العصر أولا في الشرق الأدنى حوالي 3000 عام قبل الميلاد وانتقلت المعرفة إلى أوروبا بعد ذلك بقرنين.
في الواقع لم تشهد مناطق إفريقيا الجنوبية عصر برونزي وقفزت المجتمعات هناك من العصر الحجري إلى العصر الحديدي، واستمر العصر البرونزي حتى القرن التاسع قبل الميلاد، وتعلم البشر خلال هذه الحقبة كيفية صهر أملاح النحاس مع الفحم النباتي ليصنع البرونز، ثم إعادة تشكيل المعدن الجديد ليصنع الأدوات والأسلحة.
وبالإضافة إلى تحسين التكنولوجيا الجديدة خلال العصر البرونزي ظهر لأول مرة أنظمة الكتابة في كثير من أقاليم الأرض.

### العصر الحديدي
العصر الحديدي هو الفترة في العصور التاريخية برز فيها استعمال الحديد في صناعة الأدوات والأسلحة وآخر العصور الرئيسية في نظام الحقب الثلاث.
وبالرغم من اختلاف بداية العصر الحديدي من منطقة إلى منطقة عموما يعتبر أنه بدأ في القرن الثاني عشرة قبل الميلاد، واستمر حتى ظهور السجلات المكتوبة.
وجاءت مع بداية العصر الحديدي جرار وسيوف وزخارف شخصية على كل أنواعها، وكانت أكثر تزيينا وزخرفة مما كانت خلال العصور السابقة، وذلك بسبب المهارات الجديدة عند عمال صهر المعادن.
وازدهرت خلال هذه الفترة حضارات عظيمة وإمبراطوريات فاتحة مثل الإغريق والرومان بفضل التكنولوجيا الجديدة ووجود أبرز علماء العالم وقتئذ داخل حدود هذه الحضارات العظيمة، واستمر العصر الحديدي في بعض أنحاء العالم حتى عام 500 بعد الميلاد وبداية العصور الوسطى.

## العصور القديمة
و يمتد هذا العصر منذ اختراع الكتابة(3500قبل الميلاد) وحتى سقوط روما علي يد البرابرة عام 476 ميلادي ويتميز هذا العصر ب:
1-ظهور حضارات زراعية في بلاد الرافدين ومصر والشام وفارس والهند والصين.
2-ظهور اديان مثل المسيحية واليهودية.

## عصور وسطى
العصور الوسطى أو القرون الوسطى في التاريخ الأوروبي هي التسمية التي تُطلق على الفترة التي امتّدت من القرن الخامس حتّى القرن الخامس عشر الميلادي. حيث بدأت بانهيار الإمبراطورية الرومانية الغربية واستمرّت حتى عصر النهضة والاستكشاف. وتعتبر فترة العصور الوسطى هي الفترة الثانية بين التقسيمات التقليدية للتاريخ الغربي: الفترة القديمة، والوسطى، والحديثة. وتنقسم العصور الوسطى نفسها إلى ثلاثة فَترات: الفترة المُبكّرة،والمتوسّطة، والمُتأخّرة.

## العصور الحديثة
(أوروبا, القرن الثامن عشر - القرن العشرين)
- ثورة صناعية (أوروبا, الولايات المتحدة, أماكن أخرى القرن الثامن عشر والقرن التاسع عشر)
- حقبة نابليونية (1799 - 1815)
- حقبة فكتورية (المملكة المتحدة, 1837 - 1901)
- عصر إدواردي (المملكة المتحدة, 1901 - 1910)
- حقبة ميجي (اليابان, 1868 - 1912)
- عصر الآلة(1900 - 1945)
- الحرب العالمية الأولى (مواقع كثيرة، 1914 - 1918)
- فترة ما بين الحربين (كل الأرض, 1918 - 1939 أو1937)
- الحرب العالمية الثانية (كل الأرض, 1937 أو1939 - 1945)
- عصر الذرة (بعد 1945)
- الحرب الباردة (الاتحاد السوفييتي والولايات المتحدة, والدول المتحالفة مع كلاهما, 1945 - 1989 أو1991)
- عصر الفضاء (بعد 1957)
- عصر المعلومات (1971 - الآن)